# Ringerike
Ringerike é uma comuna da Noruega, com 1 422 km² de área e 31 011 habitantes (censo de 2022). 
A sua sede é a cidade de Hønefoss.                                                                                                                                  

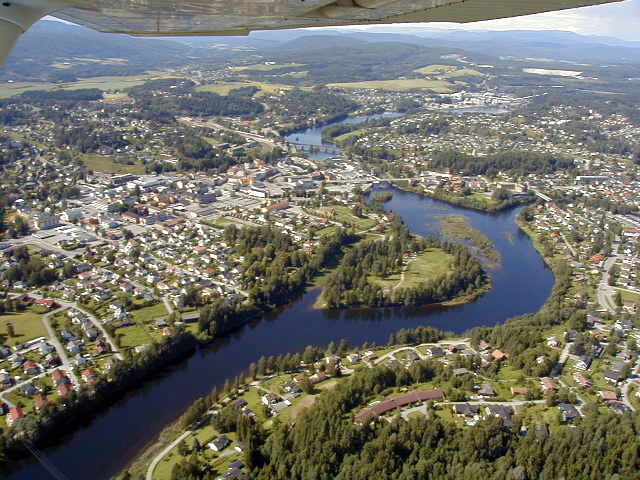
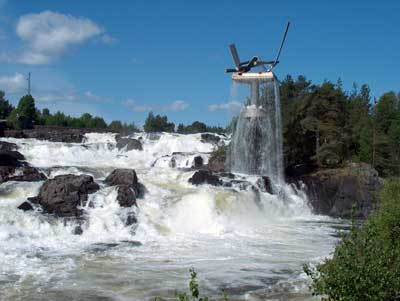
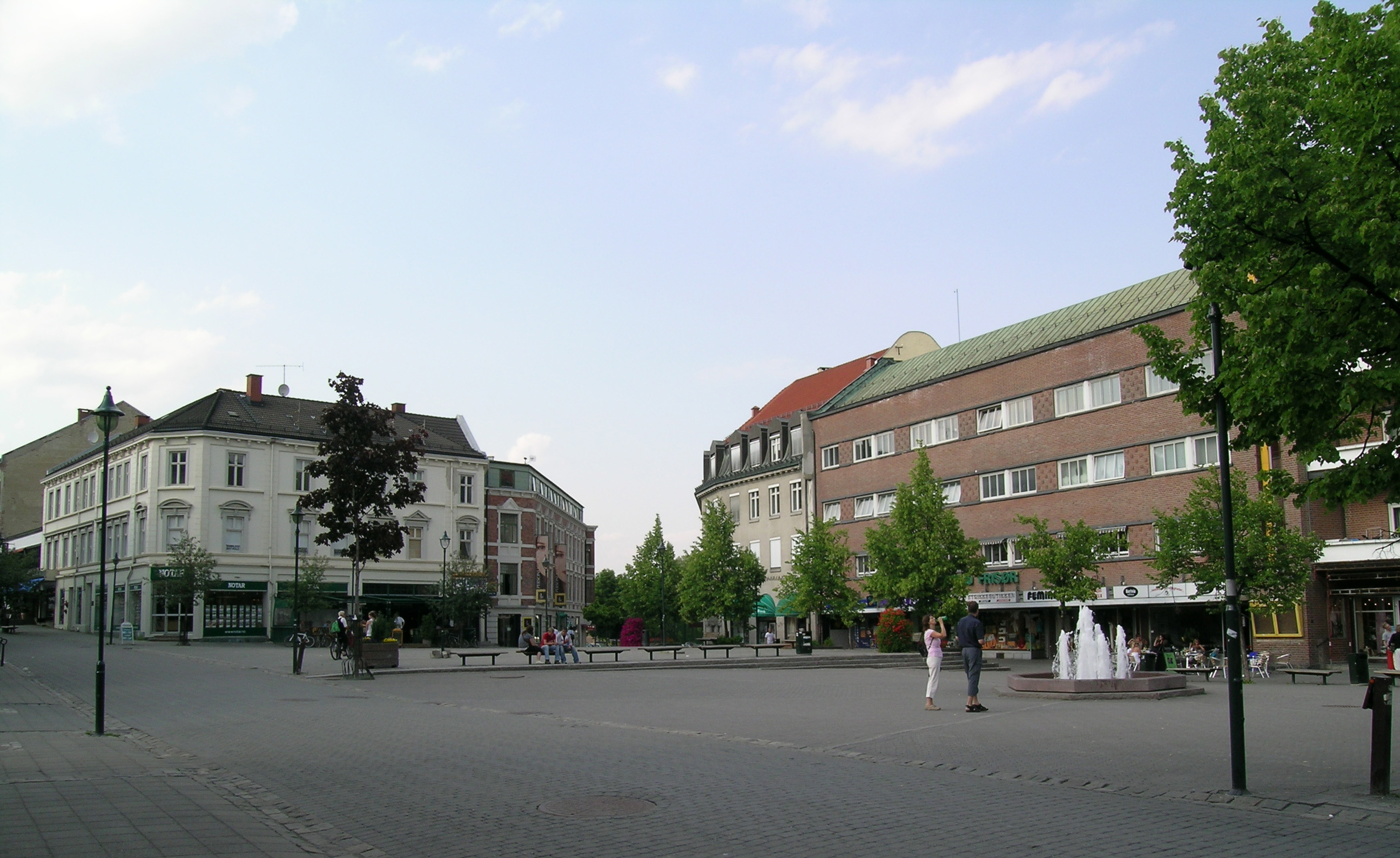
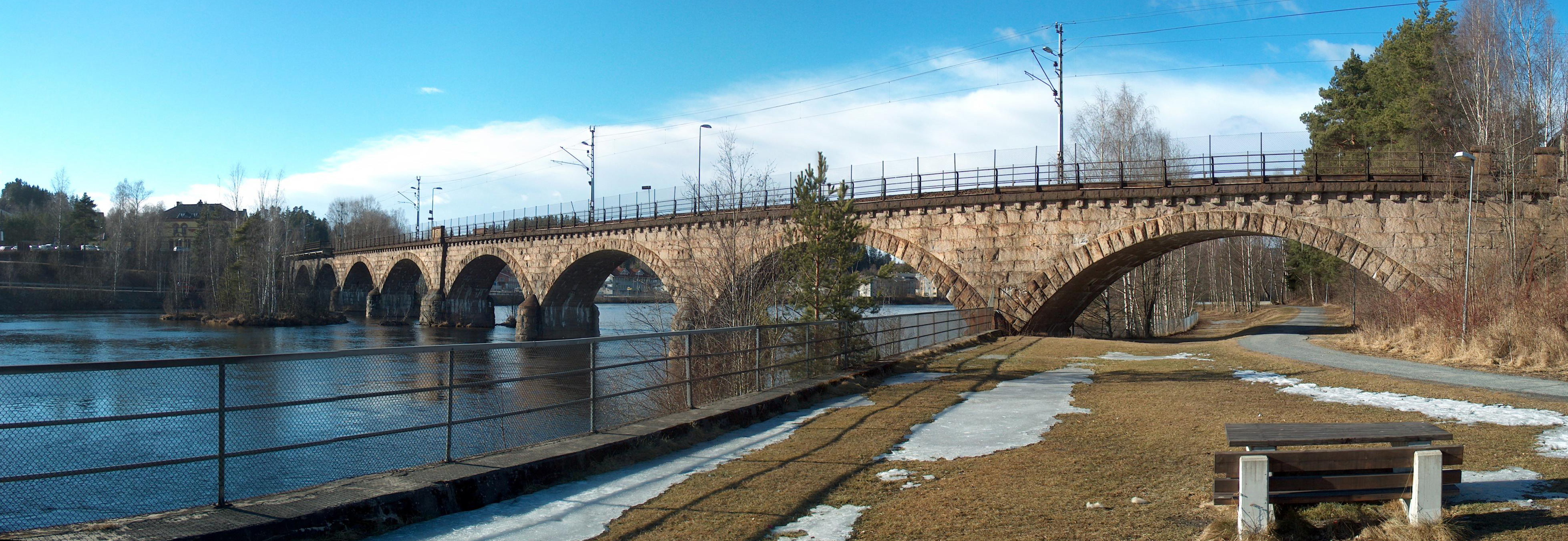